# Liste der Naturdenkmale in Pfalzgrafenweiler
| Naturdenkmale | Anzahl |
| ------------- | ------ |
| FND           | 1      |
| END           | 11     |
| Gesamt        | 12     |

Die Liste der Naturdenkmale in Pfalzgrafenweiler nennt die verordneten Naturdenkmale (ND) der im baden-württembergischen Landkreis Freudenstadt liegenden Gemeinde Pfalzgrafenweiler. In Pfalzgrafenweiler gibt es insgesamt zwölf als Naturdenkmal geschützte Objekte, davon ein flächenhaftes Naturdenkmal (FND) und elf Einzelgebilde-Naturdenkmale (END).
Stand: 1. November 2016.

## Flächenhafte Naturdenkmale (FND)
| Name                     | Bild | Kennung     | Einzelheiten      | Position | Fläche Hektar | Datum         |
| ------------------------ | ---- | ----------- | ----------------- | -------- | ------------- | ------------- |
| Hohler Stein             |      | 82370540016 | Pfalzgrafenweiler | ⊙        | 1,1           | 30. Apr. 1958 |
| Legende für Naturdenkmal |      |             |                   |          |               |               |

## Einzelgebilde (END)
| Name                     | Bild | Kennung     | Einzelheiten                                                  | Position | Fläche Hektar | Datum         |
| ------------------------ | ---- | ----------- | ------------------------------------------------------------- | -------- | ------------- | ------------- |
| Buchengruppe             | BW   | 82370540003 | Pfalzgrafenweiler                                             | ⊙        | 0,0           | 10. Juli 1992 |
| 1 Nußbaum                | BW   | 82370540017 | Pfalzgrafenweiler                                             | ⊙        | 0,0           | 10. Juli 1992 |
| 1 Sommerlinde            | BW   | 82370540006 | Pfalzgrafenweiler                                             | ⊙        | 0,0           | 10. Juli 1992 |
| 1 Sommerlinde            | BW   | 82370540009 | Pfalzgrafenweiler                                             | ⊙        | 0,0           | 10. Juli 1992 |
| 1 Sommerlinde            | BW   | 82370540013 | Pfalzgrafenweiler                                             | ⊙        | 0,0           | 10. Juli 1992 |
| 1 Sommerlinde            | BW   | 82370540014 | Pfalzgrafenweiler                                             | ⊙        | 0,0           | 10. Juli 1992 |
| 1 Stieleiche             | BW   | 82370540008 | Pfalzgrafenweiler                                             | ⊙        | 0,0           | 10. Juli 1992 |
| 1 Stieleiche             | BW   | 82370540010 | Pfalzgrafenweiler Nicht mehr in der LUBW-Datenbank vorhanden. | ⊙        | 0,0           | 10. Juli 1992 |
| 1 Winterlinde            | BW   | 82370540005 | Pfalzgrafenweiler                                             | ⊙        | 0,0           | 10. Juli 1992 |
| 1 Winterlinde            | BW   | 82370540012 | Pfalzgrafenweiler                                             | ⊙        | 0,0           | 10. Juli 1992 |
| 1 Winterlinde            | BW   | 82370540016 | Pfalzgrafenweiler                                             | ⊙        | 0,0           | 10. Juli 1992 |
| Legende für Naturdenkmal |      |             |                                                               |          |               |               |